# 紀美野町
紀美野町（きみのちょう）は、和歌山県北部の海草郡にある町。

## 概要

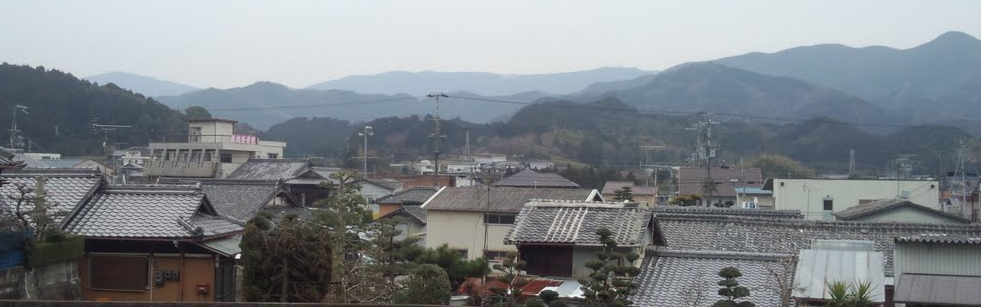
旧野上町の町並み。写真中央の最奥の峰が生石高原である。

### 地名の由来
紀美野町の町名は公募によるもので、紀州（和歌山県）の「紀」と美里町の「美」、野上町の「野」を取り、「君の町」の意味とかけたもの。

## 地理

### 地形
町域中部（やや南側）を一級河川の貴志川が西へ貫いており、北東側から流れてきた支流の真国川が途中で合流している。

#### 山岳
主な山
- 隠地山
- 雨山
- 丸山
- 鳶ヶ巣山
- 堂鳴海山
- 生石ヶ峰

#### 河川
主な川
- 貴志川
- 真国川

### 人口
| |                                          |  |
| 紀美野町と全国の年齢別人口分布（2005年） | 紀美野町の年齢・男女別人口分布（2005年） |  |
| ■紫色 ― 紀美野町 ■緑色 ― 日本全国 | ■青色 ― 男性 ■赤色 ― 女性                |  |
| 紀美野町（に相当する地域）の人口の推移 \| 1970年（昭和45年） \| 16,148人 \| \| \| 1975年（昭和50年） \| 15,687人 \| \| \| 1980年（昭和55年） \| 15,625人 \| \| \| 1985年（昭和60年） \| 15,037人 \| \| \| 1990年（平成2年） \| 14,215人 \| \| \| 1995年（平成7年） \| 13,378人 \| \| \| 2000年（平成12年） \| 12,387人 \| \| \| 2005年（平成17年） \| 11,643人 \| \| \| 2010年（平成22年） \| 10,391人 \| \| \| 2015年（平成27年） \| 9,206人 \| \| \| 2020年（令和2年） \| 8,256人 \| \| |                                          |  |
| 総務省統計局 国勢調査より |                                          |  |
| 1970年（昭和45年） | 16,148人                                 |  |
| 1975年（昭和50年） | 15,687人                                 |  |
| 1980年（昭和55年） | 15,625人                                 |  |
| 1985年（昭和60年） | 15,037人                                 |  |
| 1990年（平成2年） | 14,215人                                 |  |
| 1995年（平成7年） | 13,378人                                 |  |
| 2000年（平成12年） | 12,387人                                 |  |
| 2005年（平成17年） | 11,643人                                 |  |
| 2010年（平成22年） | 10,391人                                 |  |
| 2015年（平成27年） | 9,206人                                  |  |
| 2020年（令和2年） | 8,256人                                  |  |

### 隣接自治体
和歌山県
- 海南市
- 紀の川市
- 伊都郡：かつらぎ町
- 有田郡：有田川町

## 歴史

### 現代
平成
- 2006年（平成18年）
  - 1月1日 - 野上町・美里町が合併して発足。
  - 6月 - 「わかやま田舎暮らし推進モデル町」として活動を開始。
- 2007年（平成19年）11月1日 - 町の木・花・鳥を制定。

## 政治

### 行政

#### 町長
- 町長：小川裕康

歴代町長
- 初代 - 寺本光嘉（2006年2月5日- 2021年8月2日、在職中死去）

### 議会

#### 町議会
紀美野町議会
- 定数 - 12人[1]
- 任期 - 2019年5月1日-2023年4月30日
- 議長 - 美野勝男

(そのうち0人が女性で、議員の0％が女性。)
会派構成
（2020年11月5日現在）
| 会派名           | 議員数 |
| ---------------- | ------ |
| 日本共産党町議団 | 2      |
| 公明党町議団     | 1      |
| 無所属           | 11     |

## 施設

### 警察
本部
- 和歌山県警察 海南警察署

交番
- 野上交番（紀美野町動木）

駐在所
- 神野市場警察官駐在所（紀美野町神野市場）
- 毛原宮警察官駐在所（紀美野町毛原宮）
- 真国宮警察官駐在所（紀美野町真国宮）

### 消防
本部
- 紀美野町消防本部

消防署
- 紀美野消防署（紀美野町下佐々803-1）

### 医療
主な病院
- 国保野上厚生総合病院

### 郵便局
主な郵便局
- 海南郵便局野上集配分室（集配局）（小畑）
- 美里郵便局（集配局）（神野市場）　★
- 国吉郵便局（集配局）（田＝た）
- 毛原郵便局（集配局）（毛原宮）
- 野上郵便局（動木＝とどろき）　★
- 真国（まくに）郵便局（真国宮）
- 梅本郵便局（梅本）
- 上神野簡易郵便局（鎌滝＝かまたき）
- 下佐々（しもささ）簡易郵便局（下佐々）

集配分室および簡易郵便局を除く各郵便局にゆうちょ銀行のATMが設置され、★印の郵便局ではホリデーサービスを実施（2011年9月現在）。

## 経済

### 第一次産業

#### 農業
農産品として柿が知られ、美里柿として富有柿などを特産する。
また、農業では従来の稲作、ミカン（野上地区）、柿（美里地区）のほか、新たに山椒、クレソン、ユズ、梅、コゴミなどの生産も盛んになっており、特に、山椒はもともと旧美里町の毛原地区などで、零細規模で生産していたが、近年栽培面積、生産量が増加傾向にあり、有田川町（旧清水町）と並ぶ主産地となるほどに成長した。
ユズも県内の主産地で生石地区などに産地があり、ユズ酒など加工品の原料になる。

### 第二次産業

#### 工業
主要産業に家庭日用品があり、海南市とともに全国一の産地。一帯には古くから棕櫚が自生し、その棕櫚を用いたタワシや箒などが作られており、昔ながらの製法を守っている職人が多く、町の特産品にもなっている。

### 第三次産業

#### 商業
主な商業施設

## 情報・通信

### マスメディア

#### 中継局
- 野上緑ヶ丘中継局

## 教育

### 高等学校
県立
- 和歌山県立海南高等学校大成校舎　（旧・和歌山県立大成高等学校）
- 和歌山県立海南高等学校美里分校　（旧・和歌山県立大成高等学校美里分校）

私立
- 学校法人田原学園慶風高等学校　（旧美里町立国吉小学校跡地に2005年開校）
- 学校法人りら創造芸術学園りら創造芸術高等学校　（旧紀美野町立真国小学校跡地に2007年開校）

### 中学校
町立
- 紀美野町立紀美野中学校
- 紀美野町立野上中学校 - 閉校
- 紀美野町立美里中学校 - 閉校
- 紀美野町立長谷毛原中学校 - 休校中

### 小学校
町立
- 紀美野町立野上小学校
- 紀美野町立小川小学校
- 紀美野町立野上小学校柴目長谷分校 - 休校中
- 紀美野町立志賀野小学校 - 休校中
- 紀美野町立毛原小学校 - 休校中
- 紀美野町立下神野小学校
- 紀美野町立上神野小学校 - 休校中

## 交通

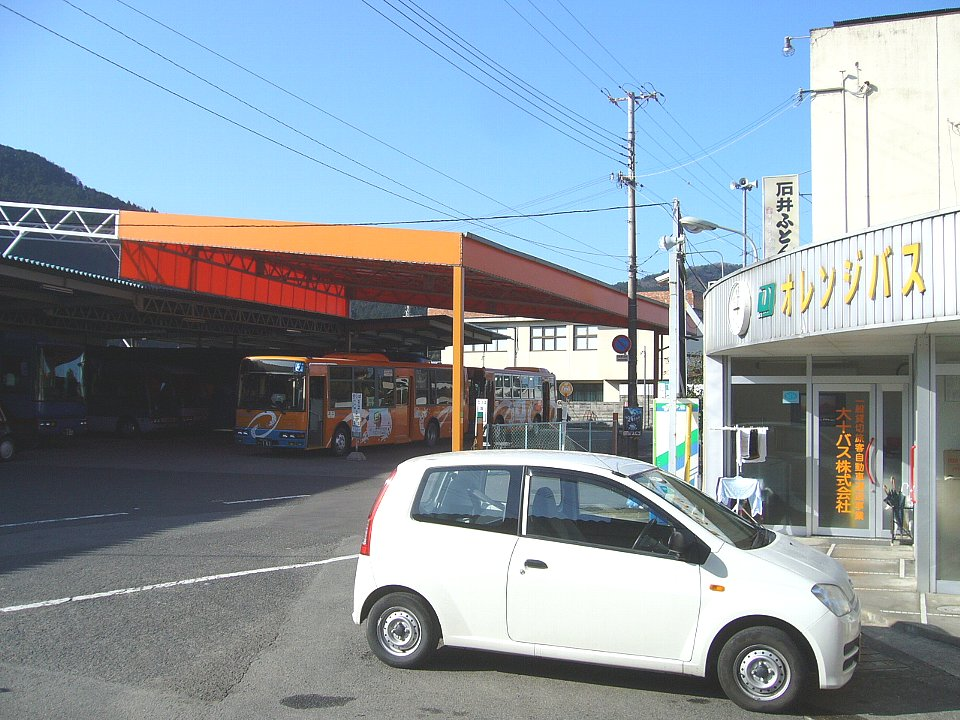
大十バス本社（旧・野上電鉄登山口駅跡）

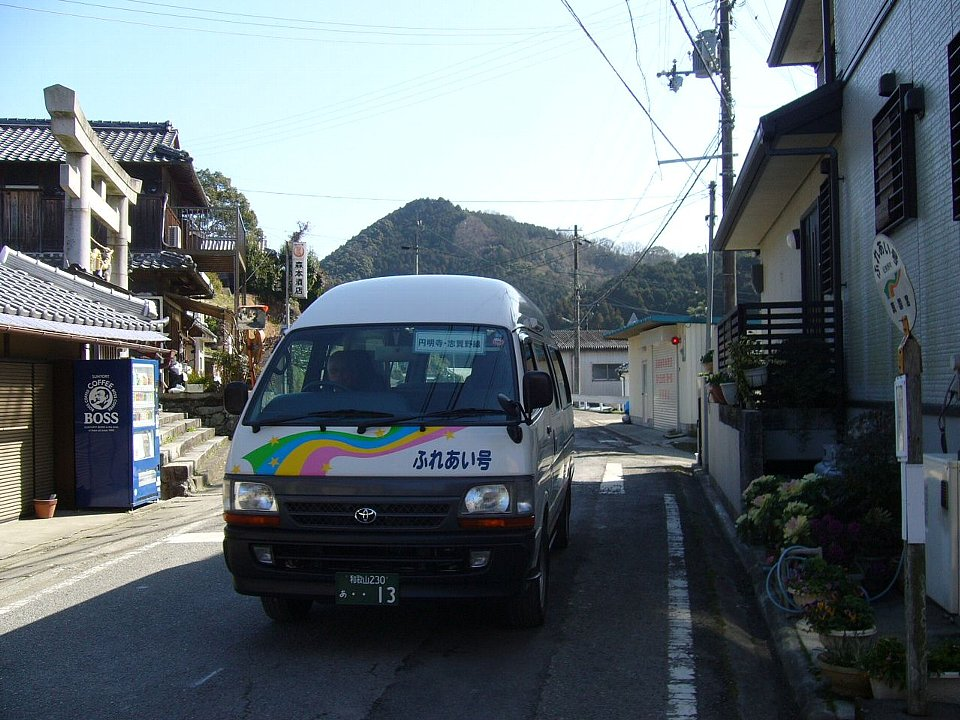
ふれあい号

### 鉄道

#### 鉄道路線
町内を鉄道路線は通っていない。鉄道を利用する場合の最寄り駅は、JR西日本紀勢本線海南駅あるいは、和歌山電鐵貴志川線貴志駅。

#### 廃止路線
かつては野上電気鉄道が野上地区と海南市を結んでいたが、1994年（平成6年）に廃線となり、現在鉄道は通っていない。町内下佐々地区の廃線跡のすぐそばの公園に、同鉄道の車輌（モハ27、モハ31）が保存されている。

### バス

#### 路線バス
- 大十バス
  - JR海南駅 - 野上八幡宮 - 登山口
  - 高野マリンライナー 和歌山港駅 - マリーナシティ - JR海南駅 - 登山口 - たまゆらの里 - 高野山奥の院
- 町営コミュニティバス ふれあい号（大十バスに運行委託）

### 道路

#### 国道
- 国道370号（美里バイパス）
  - メロディーロード - 赤木地区の国道370号線（通称：高野西街道）。高野山方面行き車線のアスファルト舗装に約320mに渡って溝が設けてあり、制限速度（40〜45Km/h）で走ると、走行音により車内で「見上げてごらん夜の星を」を聞くことが出来る。北海道標津町に続き、本州では初の試みである。（紀美野町観光案内サイト）

#### 県道
主要地方道
- 和歌山県道4号高野口野上線
- 和歌山県道10号岩出野上線
- 和歌山県道19号美里龍神線

一般県道
- 和歌山県道115号花園美里線
- 和歌山県道138号和歌山野上線
- 和歌山県道169号奥佐々阪井線
- 和歌山県道180号野上清水線
- 和歌山県道184号生石公園線

## 観光

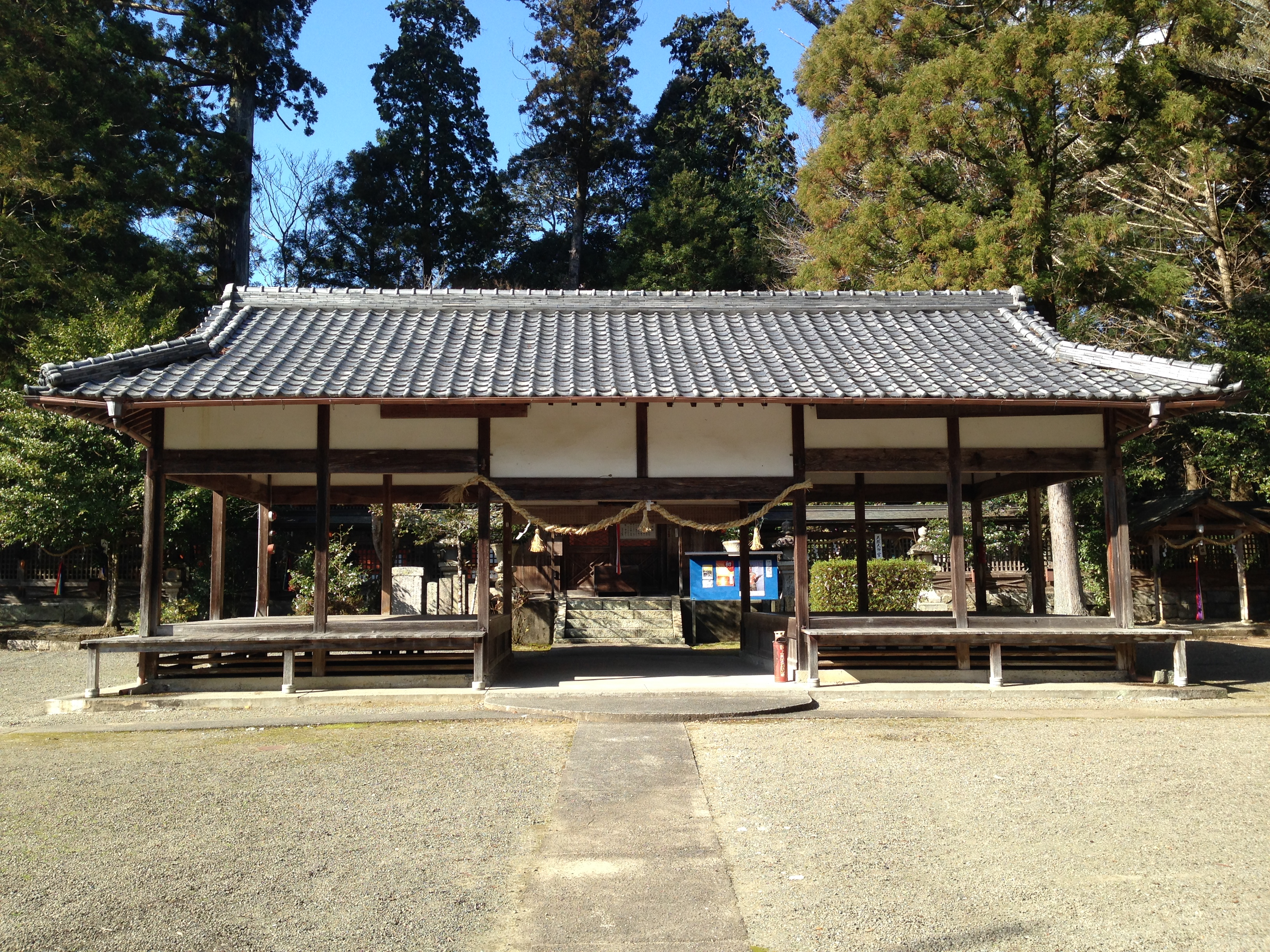
十三神社拝殿

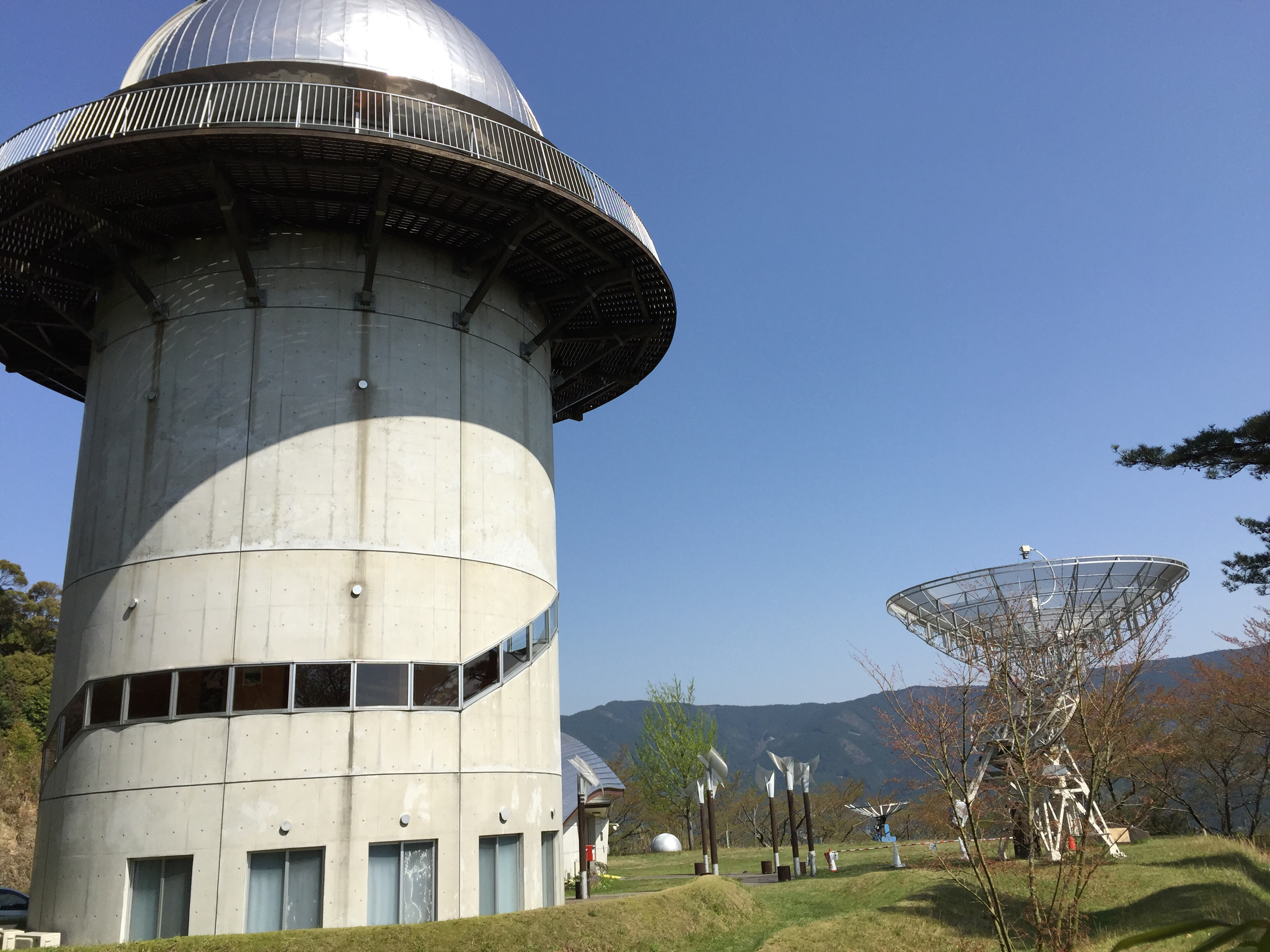
みさと天文台

### 名所・旧跡
主な神社
- 野上八幡宮
- 十三神社 - 天正年間築の本殿および境内社二社（計三社殿）は、国の重要文化財に指定されている。

### 観光スポット
自然
- 生石高原（生石高原県立自然公園）

文化施設
- みさと天文台
- 紀美野町 文化センター
- 生石ラジオ館

公園
- 紀美野町 のかみふれあい公園
- 紀美野町スポーツ公園
- 花いちばん

## 出身関連著名人
- 東陽一（映画監督・脚本家）：旧野上町
- 森本晃司（アニメーション監督、映像作家）：旧美里町
- 助野嘉昭（漫画家）：旧美里町
- きんた・ミーノ（おかげ様ブラザーズボーカル、ラジオパーソナリティ）：旧美里町
- 西山隆行（ギタリスト）：旧野上町

## 紀美野町を舞台とした作品

### 映画
- 見栄を張る - 2016年（平成28年）の日本映画。